# Tetraplosphaeriaceae
Tetraplosphaeriaceae es una familia de hongos en el orden Pleosporales.